# Aloísio
Aloísio, właśc. Aloísio Pires Alves (ur. 16 sierpnia 1963 w Pelotas) – piłkarz brazylijski, występujący podczas kariery na pozycji środkowego obrońcy.

## Kariera klubowa
Karierę piłkarską Aloísio rozpoczął w klubie Brasil Pelotas. W latach 1982–1988 występował w SC Internacional. W lidze brazylijskiej zadebiutował 27 stycznia 1985 w wygranym 4-0 meczu z Amériką Rio de Janeiro. Ostatni mecz w lidze brazylijskiej Aloísio rozegrał 12 grudnia 1987 w przegranym 0-1 meczu z CR Flamengo. W lidze brazylijskiej rozegrał 65 mecze i strzelił 2 bramki. Z Internacionalem dwukrotnie zdobył mistrzostwo stanu Rio Grande do Sul – Campeonato Gaúcho w 1983 i 1984.
W latach 1988–1990 występował w FC Barcelona. Z Barceloną zdobył Puchar Zdobywców Pucharów 1989 oraz Puchar Króla w 1990.
W 1990 przeszedł do FC Porto, w którym występował do zakończenia kariery w 2001. Z FC Porto siedmiokrotnie zdobył mistrzostwo Portugalii w 1992, 1993, 1995, 1996, 1997, 1998, 1999, czterokrotnie Puchar Portugalii w 1991, 1994, 1998, 2000 oraz siedmiokrotnie Superpuchar Portugalii w 1991, 1992, 1994, 1995, 1997, 1999, 2000. W barwach FC Porto rozegrał 332 spotkań i strzelił 15 bramek.

## Kariera reprezentacyjna
W reprezentacji Brazylii Aloísio zadebiutował 7 lipca 1988 w wygranym 1-0 meczu z reprezentacją Australii w Turnieju Dwustulecie Australii. Ostatni raz w reprezentacji wystąpił 4 sierpnia 1988 w wygranym 2-0 towarzyskim meczu z reprezentacją Austrii. W 1988 roku Aloísio uczestniczył w Igrzyskach Olimpijskich w Seulu, na którym Brazylia ponownie zdobyła srebrny medal. Na turnieju Aloísio wystąpił we wszystkich sześciu meczach z Nigerią, Australią, Jugosławią, Argentyną, RFN i ZSRR. 
W 1983 Aloísio zdobył z reprezentacją U-20 Mistrzostwo Świata.